# Canal Bajo de Madrid

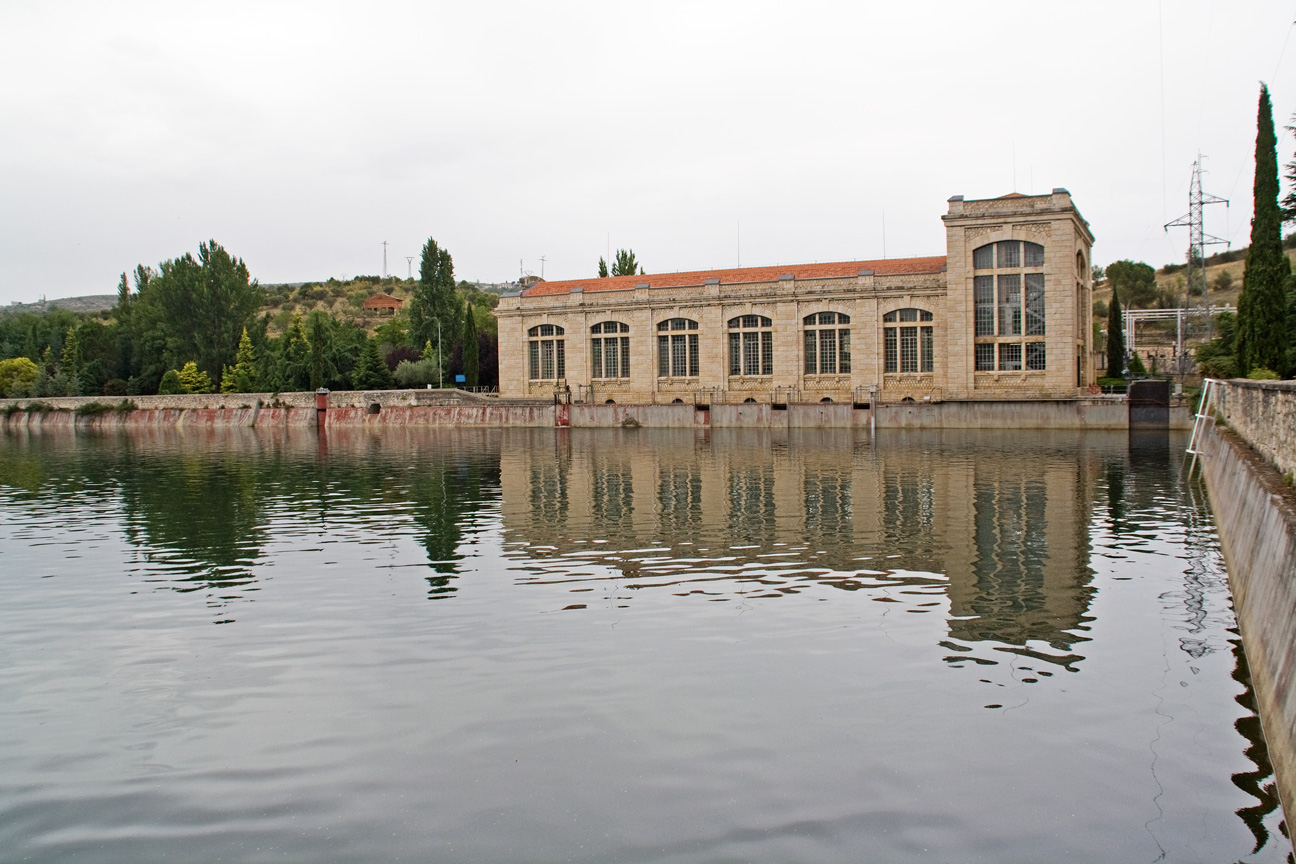
Depósito inferior de la central eléctrica de Torrelaguna

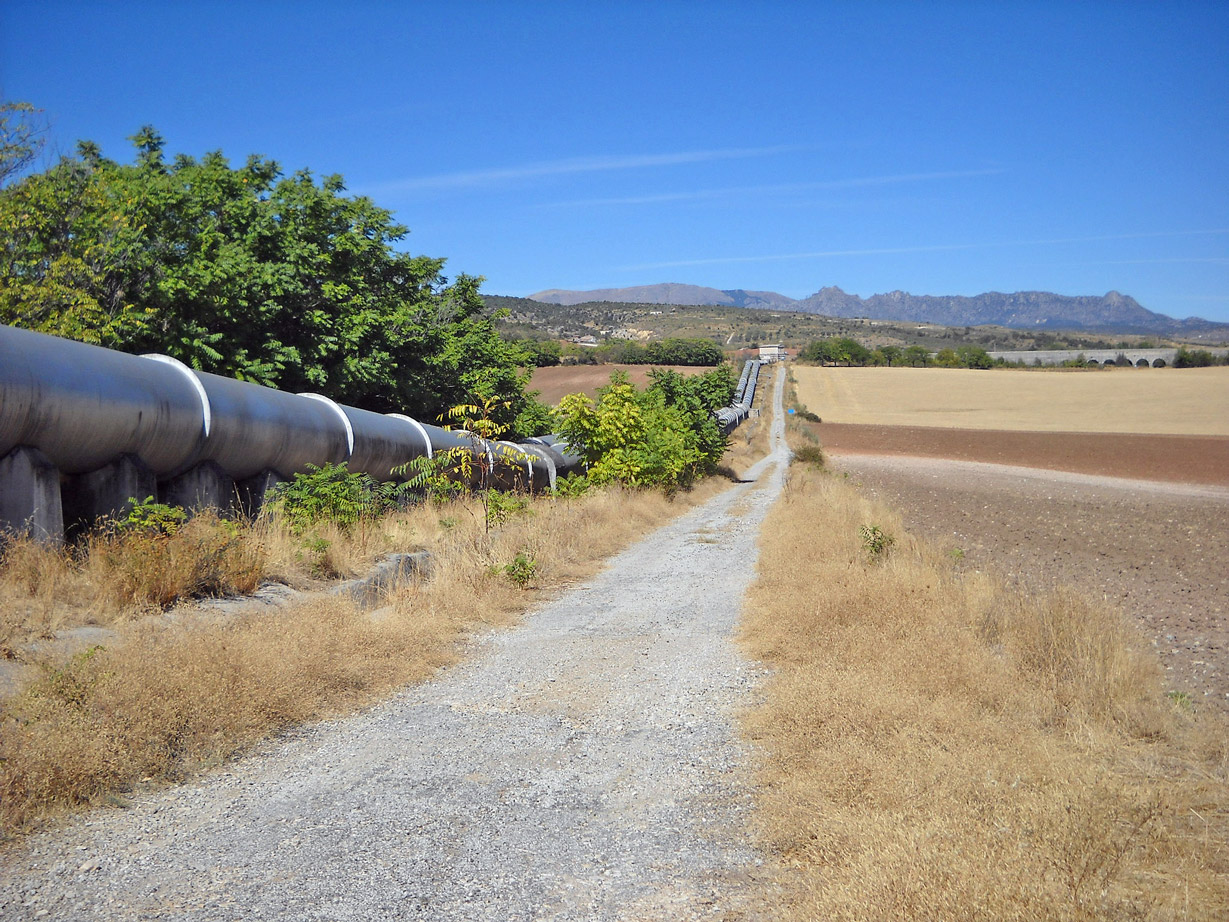
Sifón de los Yesos. Sustituyó en 1962 al tramo de obra de la zona yesífera con frecuentes averías.

El canal Bajo es un canal de transporte de agua del Canal de Isabel II, empresa que suministra el agua a Madrid, que enlaza el depósito inferior de la central eléctrica de Torrelaguna con el depósito de Islas Filipinas (Tercer Depósito) en Madrid. Tiene una longitud de 58,1 km y una capacidad de conducción de 4 m³/s. El nivel de trabajo del depósito de inicio del canal (depósito inferior del nudo de Calerizas-Torrelaguna), es de 715,23 m s. n. m. y el nivel del depósito de llegada (depósito de Islas Filipinas) es de 690,82 m s. n. m., por lo que el desnivel del recorrido no llega a los 24,5 m.
Realmente este canal está formado por la unión de dos tramos de canales construidos en momentos diferentes. Su tramo final, desde la almenara del Empalme a Madrid, formó parte del canal primitivo inaugurado por la reina Isabel II en 1858. El tramo inicial es el tramo final del canal "Transversal" que se puso en uso en 1912, desde el embalse de El Villar y que discurre desde el depósito inferior del nudo de Calerizas, después de haber pasado por la central eléctrica, a la almenara del Empalme.
Brevemente se puede indicar que, desde el depósito inferior de Torrelaguna, sigue un recorrido faldeando, inicialmente, por las laderas de los afluentes del margen derecho del Jarama hasta pasar a la cuenca del río Guadalix, en las proximidades del Molar. Luego hace lo mismo con los afluentes de este río, inicialmente los de su margen izquierda y, después de atravesar este al norte de San Agustín del Guadalix, los de su margen derecha. Pasa por el monte de Viñuelas y el de Valdelatas, desde donde pasa a la cuenca del Manzanares, siguiendo faldeando por las laderas de los arroyos del margen izquierdo de este, hasta llegar al depósito de la Calle Islas Filipinas del Canal de Isabel II. El canal acorta su recorrido al atravesar las líneas de nivel en los puntos donde técnica y económicamente ha resultado conveniente, bien a través de acueductos, o sifones, para salvar barrancos, o a través de túneles, para atravesar zonas elevadas. El término acueducto que en puridad puede designar cualquier tramo del canal, en adelante, lo reservamos para aquellos tramos donde la conducción de agua transcurre elevada sobre obras de arquería y que estrictamente debería designarse como puente-acueducto. En total el canal Bajo atraviesa 41 túneles, transita sobre 27 acueductos y salva 4 barrancos o zonas bajas mediante sifones metálicos.
En la parte alta de la línea, los cajeros y las bóvedas del canal son de piedra, aprovechando las canteras abiertas en la zona; en el resto son de ladrillo; la solera del canal y la chapa de la bóveda, de hormigón hidráulico; los cajeros estaban enlucidos con mortero hidráulico originalmente. Hoy en día los revestimientos internos impermeabilizantes se han renovado y son generalmente de resinas, lógicamente, aptas para la conducción de agua potable.

## Historia

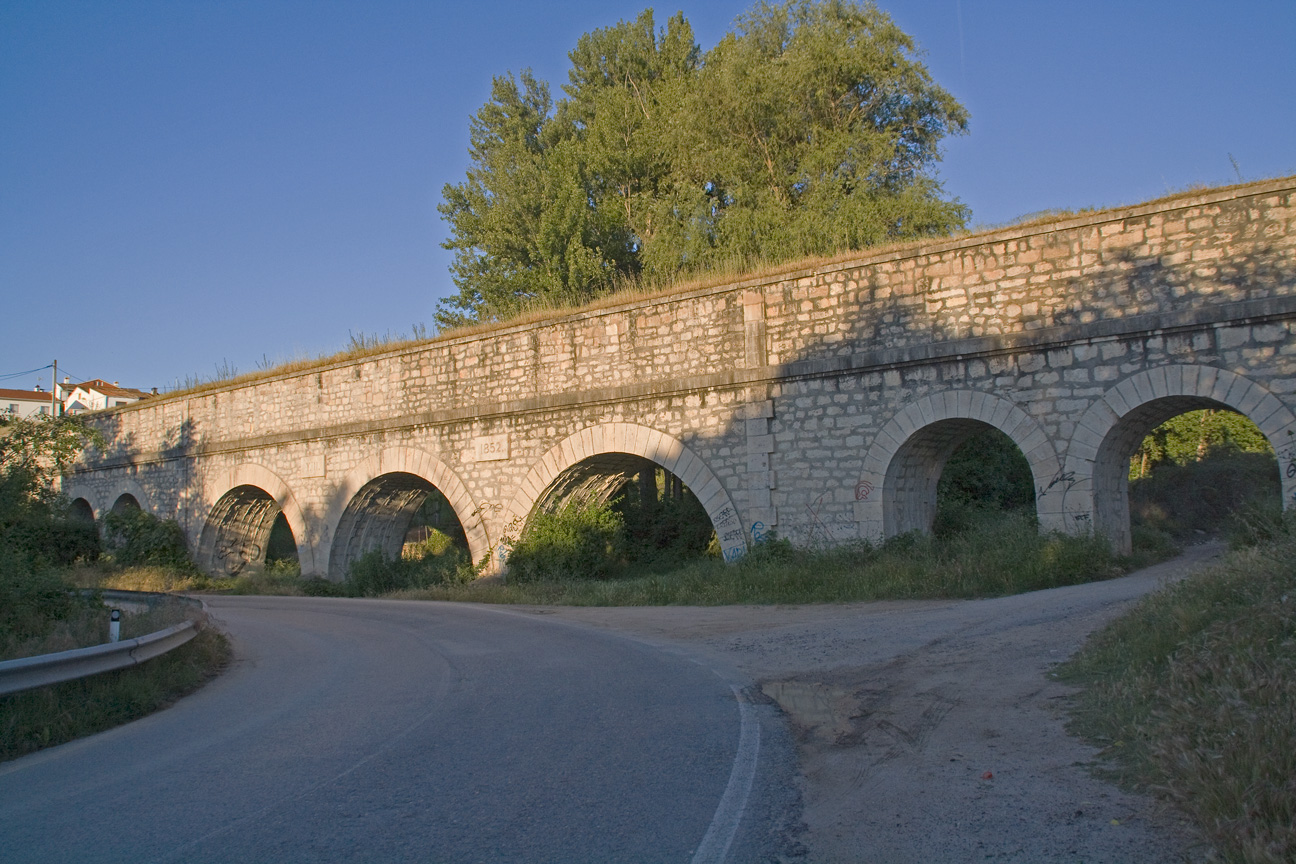
Acueducto del Espartal, el primero del canal Bajo.

Las vicisitudes históricas de la construcción de cada uno de los tramos se encuentran recogidas en los artículos dedicados al canal de La Parra y al canal de El Villar.
En la actualidad es el canal más antiguo, en servicio, de las instalaciones del Canal de Isabel II.
Está disponible, a través de Internet, mucha documentación sobre la construcción del tramo primitivo del canal. Entre otros citaremos:
Un artículo en la Revista de Obras Públicas en el número 6 del año 1854, en el que se hace una detallada descripción del estado de la obra en esos momentos.
Un extracto de la memoria del Canal de Isabel II correspondiente a 1856, publicada en la Revista de Obras Públicas número 7 del año 1857, donde se incluyen unas tablas con la descripción y coste de los elementos construidos a lo largo del canal.
Un artículo de D. Manuel Maluquer en la Revista de Obras Públicas donde con motivo de la visita del ministro del ramo a las instalaciones del Canal de Isabel II, en el año 1900, se hace una detallada descripción de ellas.
Respecto al primer tramo de este canal, que era el último tramo del canal transversal construido en 1912, apenas si se menciona en los documentos disponibles. Era el tramo menos dificultoso de dicha obra y solo es citado de pasada, limitándose a dar su longitud y citar la existencia de tres túneles en un artículo sobre el tercer periodo de obras escrito por R. Aguinaga, en 1913.

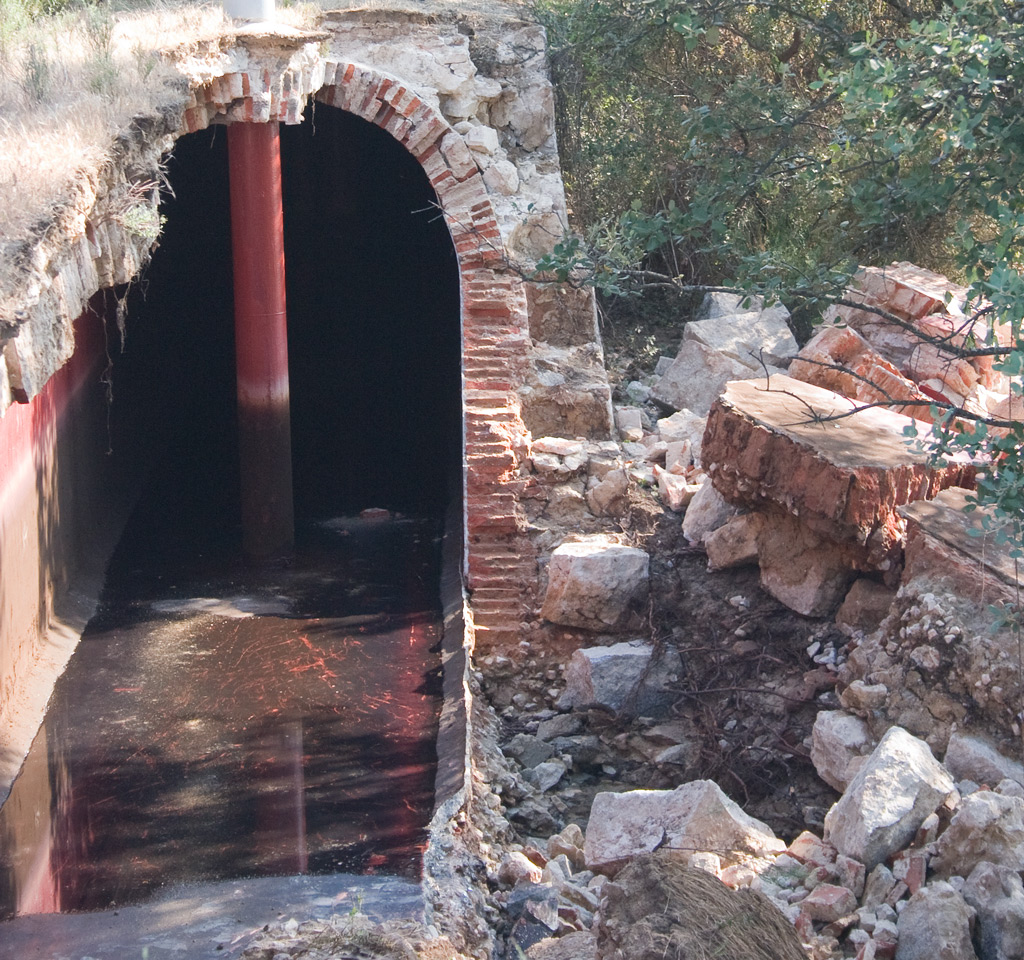
Rotura en el Canal Bajo (2005) que muestra su construcción.

En el tramo correspondiente al canal primitivo existen dos puentes acueductos, La Retuerta y La Sima, que inicialmente fueron diseñados como sifones. Dificultades surgidas en el suministro de los tubos de fundición, destinados a otro sifón, hicieron que fueran empleados en aquel, y en estos puntos se construyeran estas obras ejecutando un segundo piso de arquería sobre los puentes diseñados para que sobre ellos pasaran los tubos de los sifones.
Es interesante la colección de fotografías realizadas, en la época de la construcción del tramo primitivo del canal, por Charles Clifford, en los años 1855 y 1856, y que se referenciarán al citar, en la descripción detallada del recorrido, los elementos correspondientes a estas fotografías.
Son destacables dos averías ocurridas en este canal que en su momento tuvieron gran trascendencia. El 15 de junio de 1920 se produjo un hundimiento dentro del túnel del Otero, el más largo de este canal. Ello originó que durante seis días los depósitos del Canal de Madrid no recibieron agua, quedándose sin abastecimiento la mayor parte de la población. El 15 de marzo de 1925 hubo que proceder al corte del caudal, al detectar unas fisuras en el acueducto del Sotillo que amenazaban con provocar su hundimiento. Aunque este corte solo duró un poco más de tres días, el estudio de lo ocurrido demostró que el canal trabajaba forzado en los tramos donde existían estrechamientos, como era el caso de la mayoría de los acueductos y otros tramos sobre obras de fábrica, lo que hacía que el canal trabajaba en carga en ciertos tramos, situación para la que no estaba diseñado, lo que se unía a ciertas deficiencias en los materiales, consecuencia según El Sol en un reportaje del día 24/3/1925, con fotografías de la avería realizadas por Alfonso Sánchez García, al sistema de contrata para la construcción. Se había previsto realizar obras para ampliar la capacidad de estos tramos cuando entrará en funcionamiento el nuevo canal, más tarde denominado canal Alto, proyectado en 1922. El diario La Libertad en 25 de marzo de 1925 denunciaba los conflictos de intereses entre el Canal de Isabel II e Hidráulica de Santillana que afectaban al suministro del agua en un amplio reportaje de Francisco Hernández Mir en el que analizaba la historia del suministro, las propuestas económicas y la situación en general de forma detallada. Pero los retrasos en la construcción de este canal obligaron a realizar estas ampliaciones, recreciendo los cajeros en las zonas afectadas, en condiciones muy precarias, dado que solo se podían realizar cortas programadas de duración inferior a un día, sin riesgo de afectar al suministro. Más tarde también fue necesario ampliar la sección de los sifones.

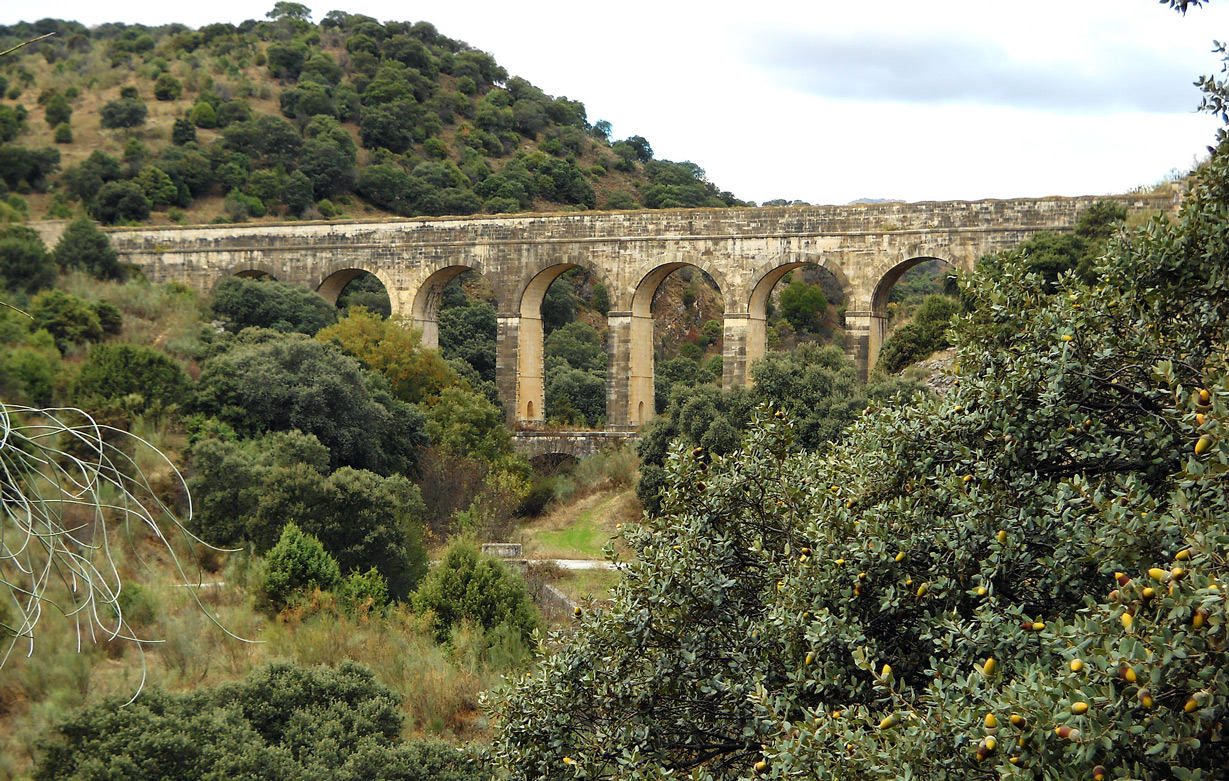
Acueducto de La Retuerta: El más largo (170 m) y alto (28 m) del Canal Bajo.

Hasta 1941 no se dispuso del funcionamiento normal del citado canal Alto, que desde entonces permitió mayores facilidades para el mantenimiento de este canal Bajo. La situación había llegado a tal extremo que el nuevo canal, o canal Alto, fue utilizado repetidamente desde 1936, en condiciones precarias y sin estar terminado, mientras se realizaban reparaciones en el canal Bajo, que limitaban el paso de agua, como ocurría con frecuencia en la zona de yesos cercana a Malacuera.

## Descripción detallada del recorrido
La primera parte del recorrido, que es más moderna y corresponde a la continuación del canal de El Villar, discurre de una forma muy discreta al quedar el canal enterrado en las llanuras de la margen derecha del arroyo de San Vicente, atravesando tres túneles que totalizan 480 m, y algunas profundas trincheras, detectándose en algunos tramos solo por el transcurso de su camino de servicio. A unos 3 km de la salida del depósito hay una almenara. El canal se hace más visible poco antes de llegar a La Aldehuela, al atravesar el arroyo del Monte, donde emerge y existe una nueva almenara y de nuevo se hace visible al llegar a la almenara del Empalme, donde se une con el canal de la Parra, más antiguo que el anterior, que acaba de atravesar el arroyo Malacuera y el acueducto de la Aldehuela.

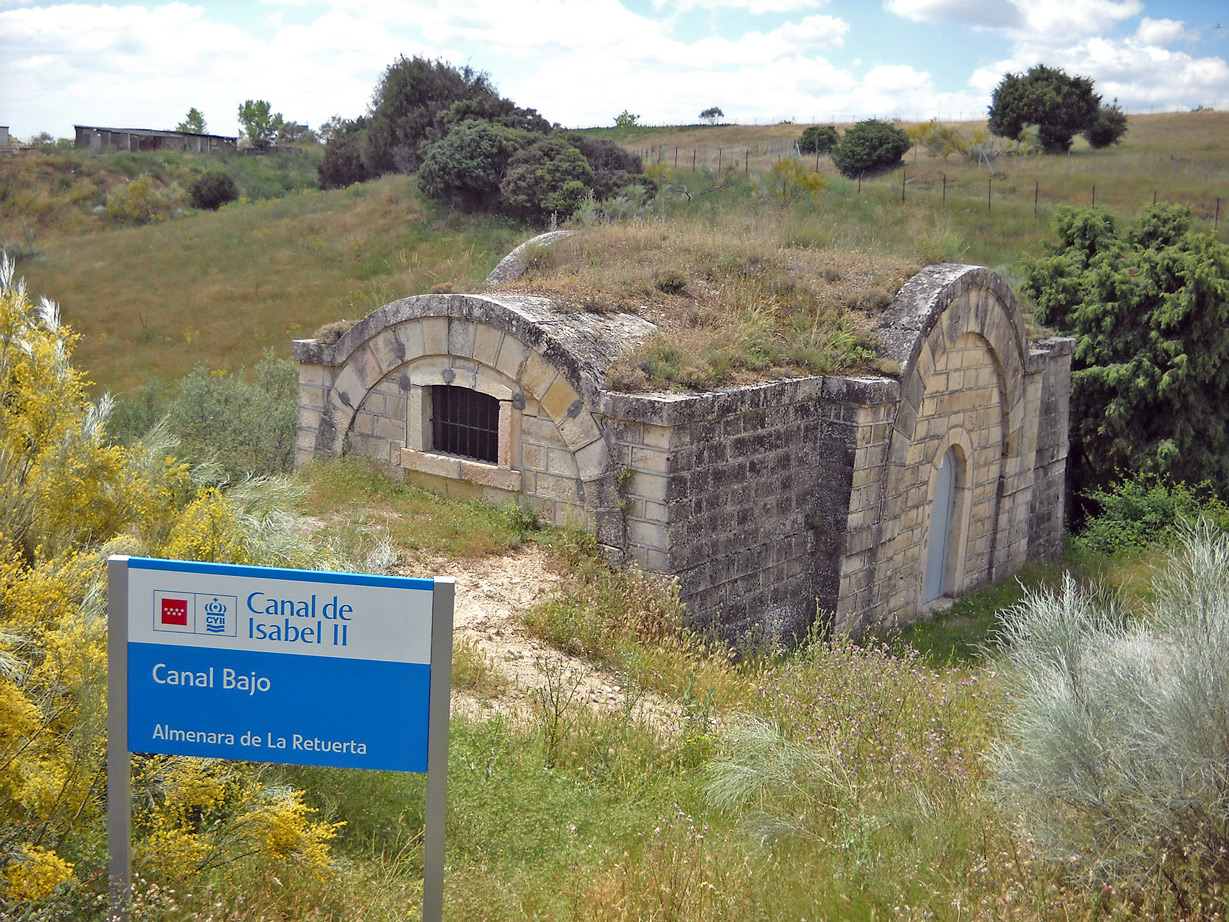
Almenara de La Retuerta en el Canal Bajo.

Desde esta almenara el canal primitivo circulaba a través de una zona yesífera, que originó repetidos problemas, obligando a reconstruir algunos tramos. En 1962, todo este tramo se sustituyó por un sifón metálico, el sifón de los Yesos, apoyado en soportes con aislamiento cerámico, para evitar estos problemas.
Desde la almenara de salida de este sifón, continúa el canal hacía El Espartal. Antes de llegar a este pueblo, el canal pasa por dos túneles: Solana 1 (227 m) y Solana 2 (78 m), separados entre sí por apenas unos metros de canal. A continuación atraviesa el acueducto de El Espartal, con nueve arcos, y después por el túnel del mismo nombre (433 m).
Luego atraviesa el túnel de Zurita (168 m) y el de Sargadillo (450 m), que da paso al arroyo Morenillo, proveniente del Norte del Molar y sobre el que la nueva autovía tiene un llamativo viaducto. Este arroyo, lo atraviesa por un sifón (170 m) con un puente sobre el arroyo, con 4 arcos, y muy cerca salva un nuevo arroyo por el acueducto de la Bajada al Morenillo, con 4 arcos, luego atraviesa el túnel del Recachuelo (209 m), continuando por la ladera derecha del Morenillo, salvando los barrancos con acueductos y pasando por algunos tramos en mina para acortar rodeos, pasando por el túnel del Recachuelo (209 m), el acueducto del Recachuelo, con cuatro arcos, y la almenara del Toro, siguiendo en esta zona un trazado paralelo a la variante de El Molar de la autovía A-1, a una distancia del orden de medio kilómetro de ella.
El canal continúa por el acueducto de la Cerca de Gabino, con 5 arcos, el túnel de Tejera Vieja (196 m) y el largo túnel del Patatero (755 m), pasando a continuación por el acueducto del Puente del Palo, con 7 arcos, atravesando a continuación el arroyo Patatero, y salvando dos pequeñas estribaciones por el túnel de Corzas (91 m), la almenara de las Huertas, y el túnel del Colmenar (83 m), pasando poco después por el túnel de Valdeondeguillas (395 m), llegando ya a la cuenca del río Guadalix. Un poco más adelante pasa por el túnel de las Mimbreras (194m), transcurriendo actualmente por encima de este túnel la autovía del Norte (A-1), un poco más de dos kilómetros al sur de El Molar.

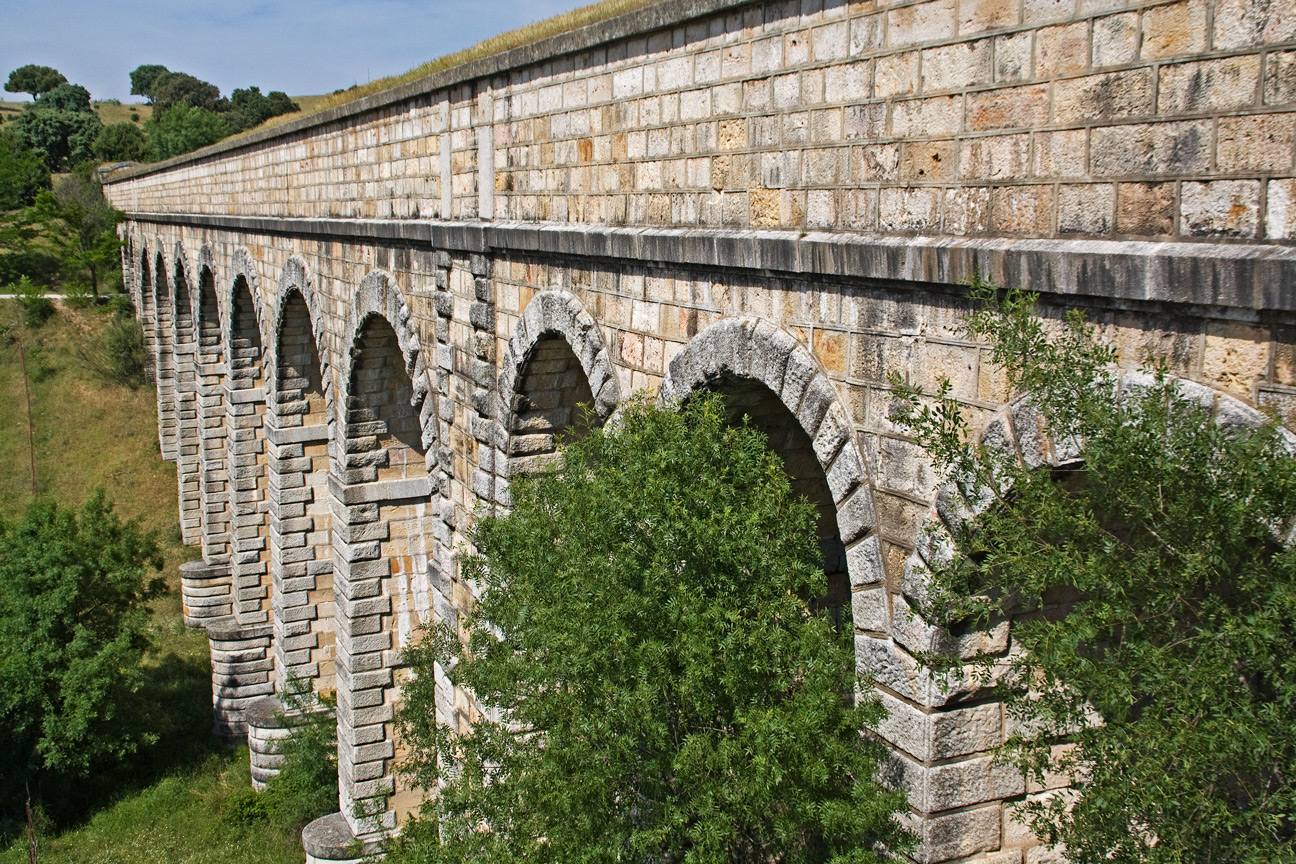
Acueducto de Colmenarejo-Canal Bajo

Ya al oeste de la autovía, el canal pasa por la almenara del Pontón y sigue faldeando por las laderas de los montes que hay en el lugar, pasa por el acueducto de Valmayor, de 3 arcos, entrando luego en el túnel del Barbotoso (65 m) saliendo sobre el acueducto del Barbotoso, con 5 arcos, por el que salva el arroyo de ese nombre. Pasa por el túnel de Valdepuercos (210 m), luego el túnel de la Carretera (141 m), por encima del cual pasaba, en el momento de la construcción del canal, la carretera de Francia, y que hoy ha quedado como un camino, y por la ladera continúa faldeando hasta el sifón del Guadalix (356 m), por el que salva este río, unos dos kilómetros al norte de San Agustín del Guadalix.
En la almenara de entrada a este sifón entronca con este canal el canal del Guadalix.

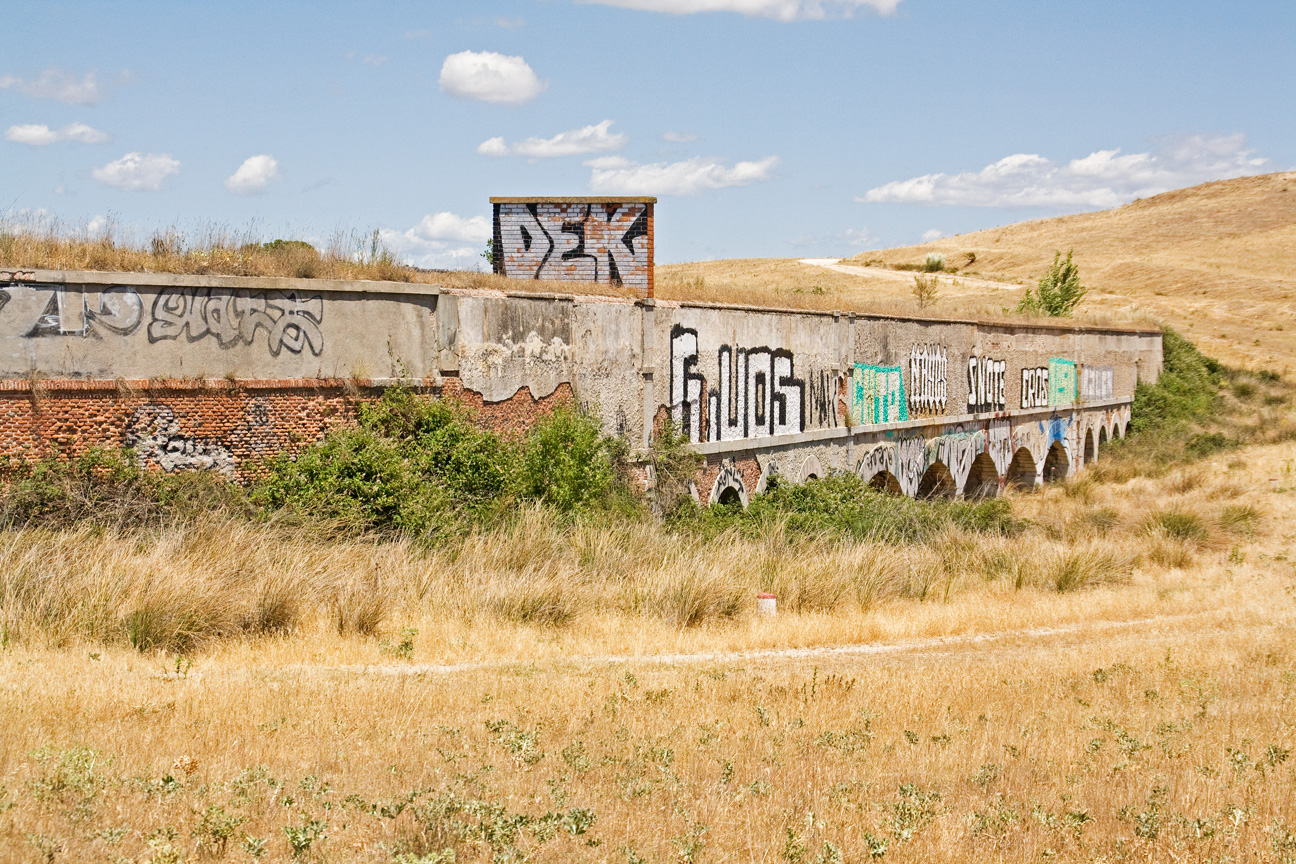
Acueducto del Sotillo junto a la M-40, en un estado lamentable.

Poco más de medio kilómetro aguas arriba de este río, un sifón de construcción más moderna sirve para que las aguas del canal de El Atazar atraviesen también este valle.

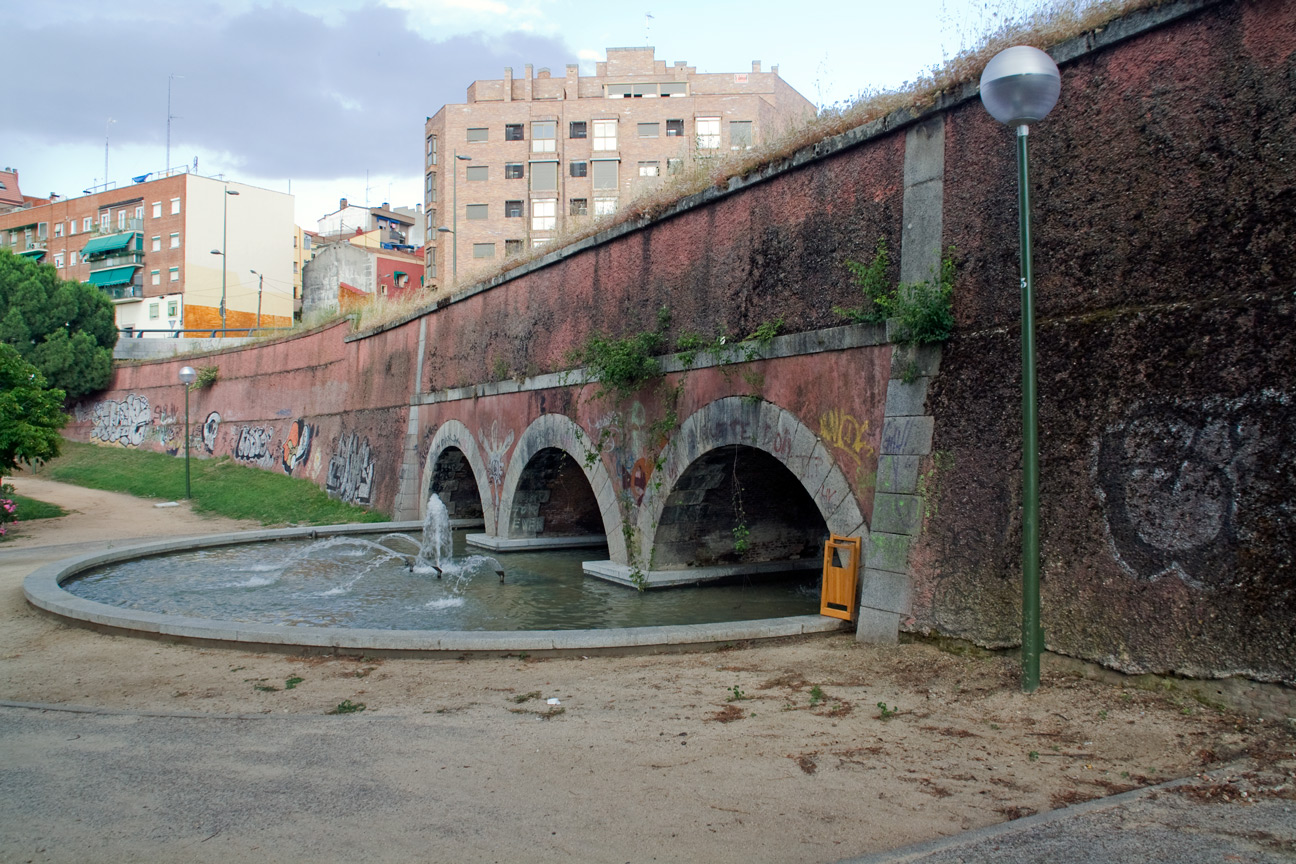
Acueducto de La Traviesa. El cauce que salvaba ha sido rellenado, dejando un pequeño estanque.

El canal pasa por los túneles de Casilla (166 m) y de Sarguerilla (160 m), faldeando hasta llegar al acueducto de La Retuerta, el mayor de este canal con 9 arcos: 1 en el cuerpo bajo y 8 en el superior, a continuación, pasa por la almenara de La Retuerta y el acueducto de La Sima, con 8 arcos: uno en el cuerpo bajo y 7 en el cuerpo superior, se introduce por el túnel de la Sima (52 m) y pasa por el acueducto de Valcaliente, con 3 arcos, se introduce por el túnel del Polvorín (60 m), pasa por la almenara de Valcaliente, y atraviesa el acueducto de Colmenarejo, con 15 arcos, faldeando y pasando por la almenara de Cabeza Cana, hasta el acueducto de Cabeza Cana, con 6 arcos, penetrando en el túnel Cabeza Cana (172 m) y luego pasa por el acueducto de Mojapan, con 3 arcos, siguiendo el canal introduciéndose en el túnel Cerrillo (150 m) y atravesando el acueducto del Cerrillo, con 2 arcos, luego penetrando en túnel de la Parrilla (226 m) y pasando por el acueducto de la Parrilla, con 6 arcos, y la almenara de la Parrilla, y atravesando los túneles de Manrique (400 m), Valdemajadas (120 m) y almenara de Valdemajadas, y Llanos de la Mancha (708 m), siguiendo el canal por la cerca del Monte de Viñuelas hasta llegar a la almenara de entrada del sifón del Bodonal.
Atraviesa el arroyo Bodonal o de Viñuelas por los tubos, inicialmente 4 de 0,92 m de diámetro y en la actualidad 2 de mayor diámetro, del sifón de longitud 1400 m, el mayor del recorrido. En la salida del sifón, se puso en servicio, en 1969, la ETAP de El Bodonal que trata las aguas que vienen por este canal, reincorporándolas a él una vez tratadas, por bombeo.
A continuación el canal se introduce dentro de la finca del monte de Viñuelas, pasa por la almenara de Viñuelas, donde continúa hasta llegar al túnel del monte de Viñuelas (300 m), después salva mediante alcantarillas los arroyos de Valdelanava y Valdelanavilla, y atraviesa el acueducto Valdealeas, con 15 arcos, saliendo de la finca a través del túnel de Valdelamasilla (428 m). El canal continúa hasta la almenara de Valdelamasa y luego pasa a introducirse en el túnel más largo de su recorrido: el túnel de Otero (1485 m), pasa junto a la Universidad Autónoma, salvando el arroyo de CantoBlanco con cinco cuerpos de alcantarilla, pasa por la almenara de Canto Blanco, y se introduce en el bosque de Valdelatas atravesando el arroyo de la Culebra por el acueducto Valle de la Fuente, con 3 arcos, luego atraviesa el acueducto Valle Grande, con 7 arcos.

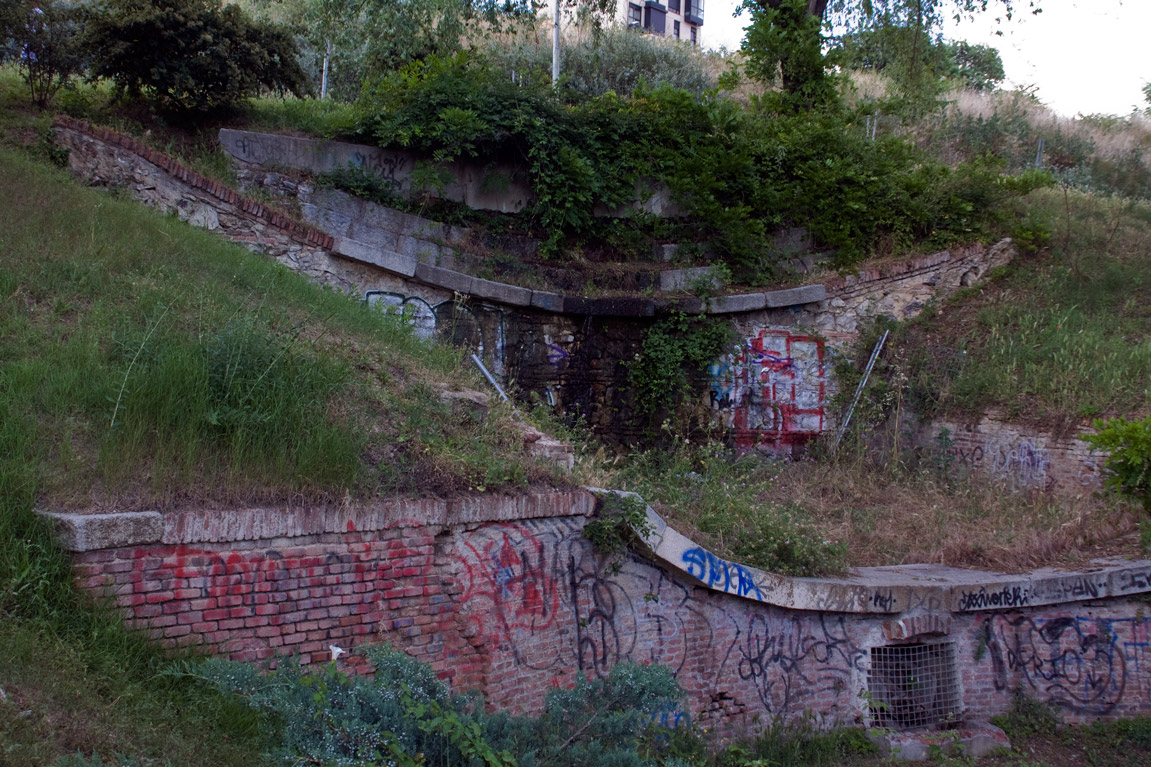
Restos de la canalización del vertedero de la almenara del Obispo

Se dirige hacia el oeste pasando por el sur del colegio de San Fernando y saliendo del bosque por el túnel Valdelatas (655 m), pasando por debajo de la carretera de Colmenar Viejo, digiéndose de nuevo más hacia el sur, siguiendo paralelo a la actual M-40 y pasando por la almenara del Sotillo y luego atravesando el acueducto del Sotillo, con 13 arcos, cerca del convento de Valverde y cuyo estado, actualmente, es lamentable, lleno de pintadas.
Desde este punto el canal se dirige hacia el sur, pasando actualmente por encima de él, la M-40 y la línea de ferrocarril. Ya se ha extendido hasta esta zona el núcleo urbano, que ha borrado los rastros que permitían seguir el canal por el campo, tal como los caminos de servicio. Aquí se ha construido recientemente el barrio de Monte Carmelo sobre el canal, que pasa por las minas de la Morena (658 m), de Santa Ana (525 m) y de las Cruces (681 m), llegando después al acueducto de Claudieta, con 3 arcos, actualmente desaparecido en la zona de la avenida de la Ilustración. Luego el canal continúa por la mina Valdeperales (121 m) y el acueducto de Valdeperales, con 3 arcos, que salvaba este arroyo, hoy tragado por las alcantarillas de la ciudad en la zona de la avenida de Monforte de Lemos y el acueducto desaparecido.
Desde aquí atraviesa la mina de los Pinos (359 m) y el acueducto de los Pinos, con 5 arcos, quedando tramos visibles en la zona del actual parque de los Pinos, que fue un vivero del Canal de Isabel II. Desde este punto se ven estructuras del canal con un trazado sinuoso en el lado oeste del paseo de la Dirección, construido sobre el antiguo camino de servicio del canal. El canal pasa sobre los acueductos de la Traviesa (3 arcos), de Valdeacederas, con 5 arcos, en el que recientemente han construido un muro, paralelo a él, a pocos metros rellenando la zona de parque que existía en su lado alto. Al llegar a la Huerta del Obispo el canal hace un arco sobre el que él se encontraba una almenara y un vertedero, mostrados en las fotografías de Clifford, de los que actualmente solo son visibles restos de la canalización del vertedero en el terraplén, luego se encuentra el acueducto de los Barrancos, con 4 arcos, de los que solo 2 son actualmente visibles, frente al final de la calle Marqués de Viana, y al que le han colocado un muro similar al anterior, y el acueducto de la Huerta del Obispo, con 7 arcos, que hoy día quedan enterrados, siendo visible solo la parte alta del acueducto. Todos estos puentes-acueductos salvaban barrancos y cauces de arroyos que la moderna urbanización de la ciudad ha hecho desaparecer.

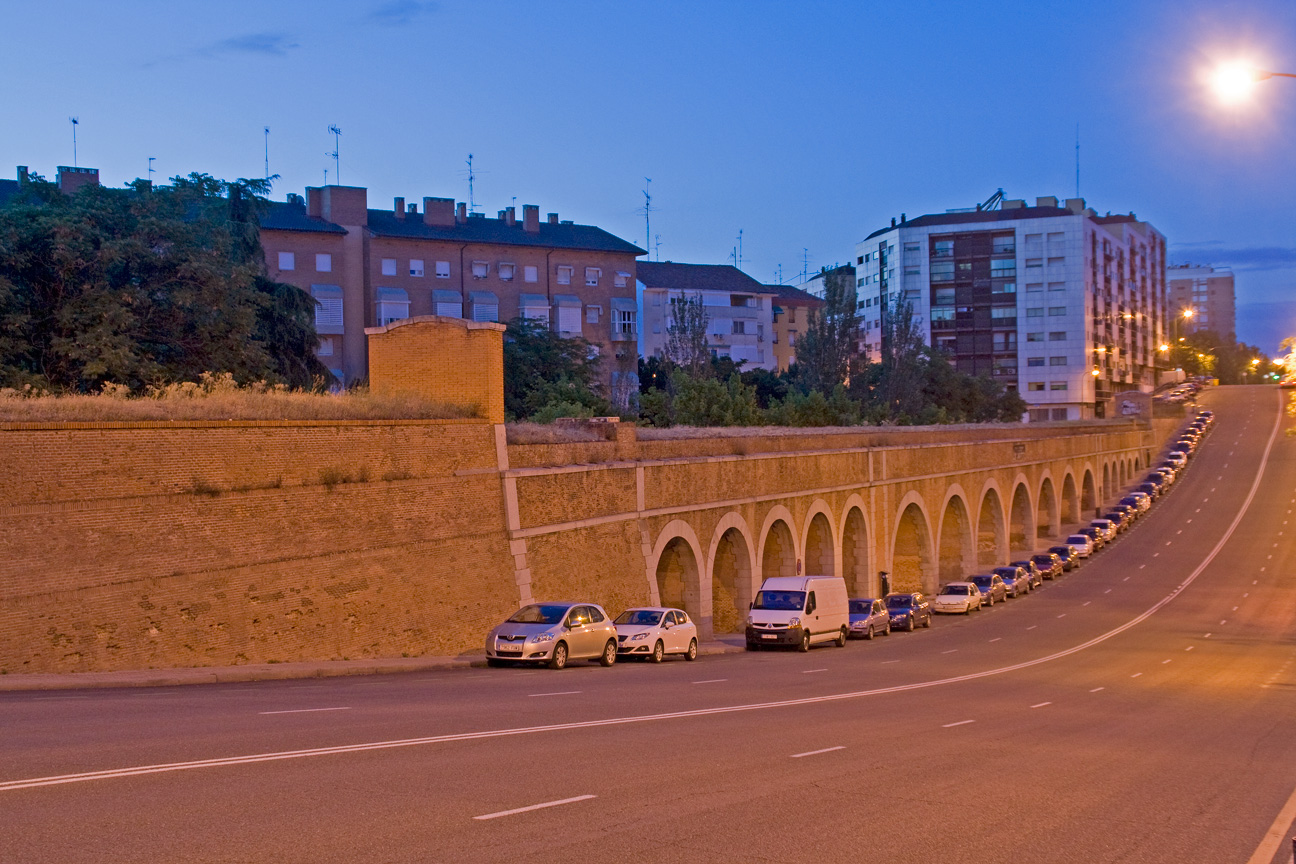
Acueducto de Amaniel, el último del Canal Bajo.

El canal, después del giro, enfila hacia la actual calle Ofelia Nieto, por donde se construyó la mina Obispo (484 m), y después el canal gira hacia donde se ha construido la calle Pablo Iglesias, siguiendo su trazado. El canal va bajo ella, pasando por la mina Bordador (158 m), que da paso al acueducto de Amaniel (120 m) construido en ladrillo con 17 arcos de medio punto, que es la última estructura visible de este canal. De nuevo se introduce en la mina Amaniel (86 m) y pasada esta continúa recto unos cientos de metros, aunque oculto, y después de pasar por el partidor, cuya ubicación ha sido modificada en relación con la primitiva, penetra en el Depósito de Islas Filipinas, terminando su recorrido. Originalmente el canal continuaba a través del denominado acueducto de la Villa hasta el depósito primitivo, o primer depósito construido en la actual calle de Bravo Murillo, que años después quedó fuera de servicio por las filtraciones que se presentaron en él.